# トヨタ・89C-V
トヨタ・89C-V（Toyota 89C-V ）は、1989年全日本スポーツプロトタイプカー耐久選手権（JSPC）、世界スポーツプロトタイプカー選手権（WSPC）、およびル・マン24時間レース参戦用にトヨタ自動車が開発したグループCカー。

## 概要
トヨタのWSPCフル参戦はこの年が初である。前年型の88C-Vの進化版であるが、テールランプの形状などにワークスマシンらしい遊びの見られた88C-Vに対し、89C-Vの外観は実戦第一のシンプルな作りになっている。
JSPCにトヨタチームトムス（TTT）とサードから1台ずつの計2台（後にTTTの1台が追加され3台に）、WSPC開幕戦（鈴鹿）にTTTから2台、サードから1台の計3台、ル・マン24時間にTTTから2台、ル・マン以降のWSPC6戦にTTT（トムスGB）から1台の89C-Vが参戦した。
デビュー戦はJSPC開幕戦の富士500km。コースレコードを2秒も上回る驚異的なタイムでポールポジションを獲得。続くWSPC開幕戦（鈴鹿）ではザウバー-メルセデスを抑えフロントロウを独占した（決勝は6位）。ル・マン24時間レースでは予選でジェフ・リースが前年のポルシェのタイムを上回るコースレコードをマークするも、その後ザウバー-メルセデスに逆転され、またリースのタイム自体もTカーで出したタイムということで無効とされてしまう。決勝では良い所なく早々にリタイヤしている。
WSPC後半戦欧州ラウンドでは、マシンがコースになかなかマッチせず、ダウンフォース重視のセッティングの結果、燃費の悪化で完走できないと言う悪循環にはまり、入賞は1度もできなかった。JSPC後半戦では健闘し、インターチャレンジ富士1000kmで初優勝を遂げ（小河等/パオロ・バリッラ組）、ポイントランキングで首位に立つ。悪天候で12月に延期となった鈴鹿1000kmでも2位に入賞し、国産Cカー初のJSPCチャンピオン獲得かと思われたが、レース前の事故でマシンを交換しており（得点対象外の条件で出走許可を得ている）、結局ノーポイントとなりチャンピオン獲得は幻となった。
翌1990年シーズンも、熟成の進まない新型90C-Vに代わりしばしば出走し、最終戦富士1000kmでは優勝した（サードにとって初優勝）。